# Osiedle Strusia
Osiedle Strusia – osiedle w Krakowie wchodzące w skład Dzielnicy XVI Bieńczyce, niestanowiące jednostki pomocniczej niższego rzędu w ramach dzielnicy.

## Historia
Osiedle Strusia stanowi część Bieńczyc Nowych – założenia architektoniczno-urbanistycznego, w zamierzeniu stanowiącego rozbudowę dzielnicy Nowa Huta w kierunku północno-zachodnim. W 1959 roku w wyniku konkursu na projekt założenia wybrano koncepcję autorstwa warszawskiej architekt Jadwigi Guzickiej z zespołem w którym za projekt urbanistyczny odpowiadali Anna Basista i Jan Lewandowski, a za architekturę budynków Kazimierz Chodorowski, Stefan Golonka oraz konstruktor dr inż. Tadeusz Kantarek. Całe założenie było projektowane dla ok. 30 tys. mieszkańców – ok. 5,5 tys. na jednym osiedlu. Cechuje je luźna zabudowa budynkami wolnostojącymi z przeważającą zabudową 5- i 11-kondygnacyjną. Główną osią zespołu urbanistycznego jest park Planty Bieńczyckie, wzorowane na Plantach Krakowskich, który spaja osiedla wchodzące w skład zespołu w jedną urbanistyczną całość. Wzdłuż parkowej osi zaplanowano obiekty użyteczności publicznej – szkoły, przedszkola, domy handlowe, domy kultury, biblioteki. Oprócz Osiedla Strusia w skład Bieńczyc Nowych wchodzą jeszcze osiedla Kalinowe, Na Lotnisku, Wysokie, Kazimierzowskie, Jagiellońskie, Przy Arce, Niepodległości, Albertyńskie oraz Złotej Jesieni. Realizacja zespołu urbanistycznego odbyła się w latach 1962–1979.
Samo Osiedle Strusia powstawało w latach 60. XX wieku – lata 1964–1968. Jako pierwsze powstały bloki czteropiętrowe ulokowane w południowej części osiedla. Dziesięciopiętrowe wieżowce powstały w drugiej połowie lat 60. Patronem osiedla został wybrany Józef Struś, jeden z lekarzy króla Zygmunta Augusta. Jako pierwsi klucze do mieszkań odebrali mieszkańcy obecnego bloku nr 14 co nastąpiło w lipcu 1966 roku. Na bloku nr 11 do dziś widnieje tablica o następującej treści Pierwszy spółdzielczy budynek mieszkalny zbudowany wkładem własnej pracy członków Związku Młodzieży Socjalistycznej. Tablicę wmurowano w październiku 1967 roku.

## Współczesność
Osiedle składa się z 9 bloków czteropiętrowych, 3 wieżowców dziesięciopiętrowych. Budynki o numerach 1, 12, 13, położone przy al. Andersa mają charakter handlowy. Na osiedlu znajduje się Przedszkole nr 120 w budynku nr 8, a budynek 19 zajmowała Szkoła Podstawowa nr 125 im. kubańskiego rewolucjonisty Franka Paisa. Po jej likwidacji budynek zajmuje Gimnazjum nr 42 im gen. Władysława Andersa, od 1 września 2017 w ramach reformy oświaty dołączona do Szkoły Podstawowej nr 92. Najmłodszymi budynkami jest nr 20 zajmowany przez Elektrotechniczną Spółdzielnię Inwalidów „ESI Nowa Huta”, pochodzący z 2002 roku budynek sklepu „Lidl” o numerze 21 i zbudowany w 2013 roku budynek sklepu „Biedronka”. Osiedlem zarządza w większości SM „Bieńczyce”, a blok nr 2 znajduje się w gestii Wspólnoty Mieszkaniowej ROM Prokocim. Pod numerem 1a znajduje się budynek biurowy wraz ze sklepem „Partner AGD RTV” Na osiedlu znajduje się również sklep Lewiatan oraz stacja benzynowa „Orlen”.

## Usytuowanie
Osiedle jest położone kilka kilometrów na północny wschód od centrum Krakowa. Graniczy z osiedlami:

od północy – osiedle Kalinowe,

od wschodu – osiedle Na Lotnisku,

od zachodu – osiedle Kombatantów,

od południa – osiedle Dywizjonu 303.

## Galeria

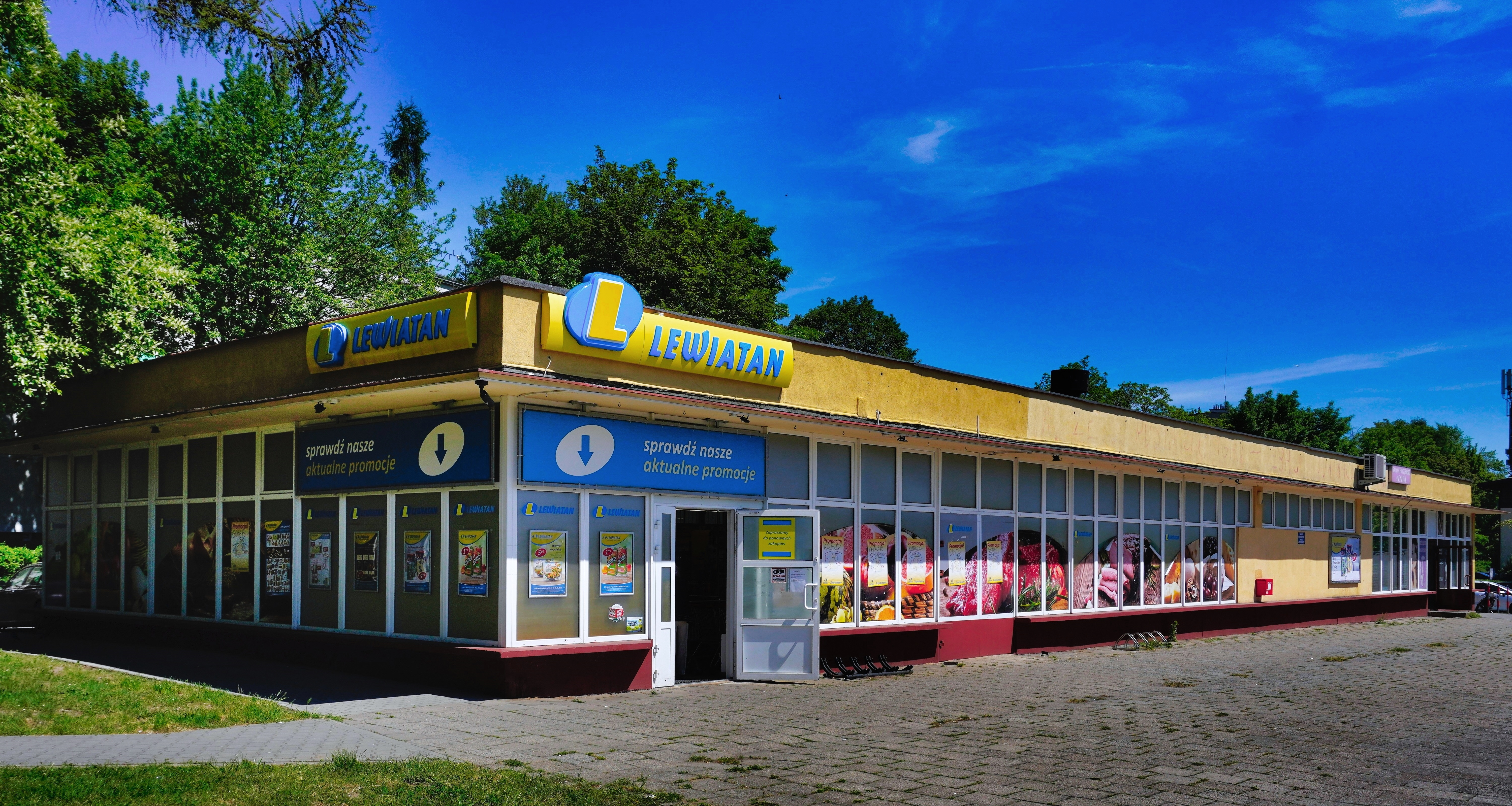
os. Strusia 12 Pawilon handlowy – jeden z kilku bliźniaczo do siebie podobnych, wzniesionych jako element założenia Bieńczyc Nowych
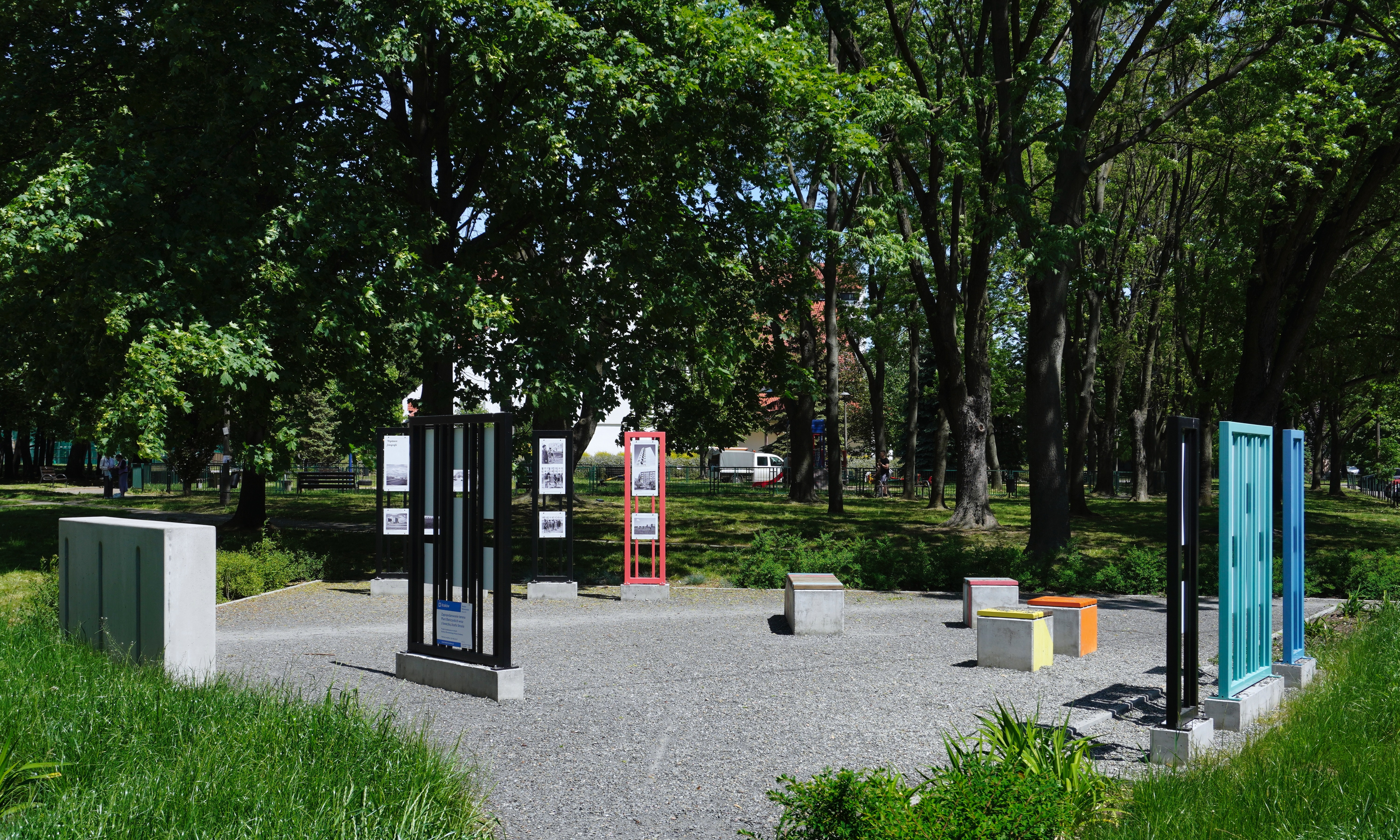
Ławeczka Józefa Strusia przy Plantach Bieńczyckich
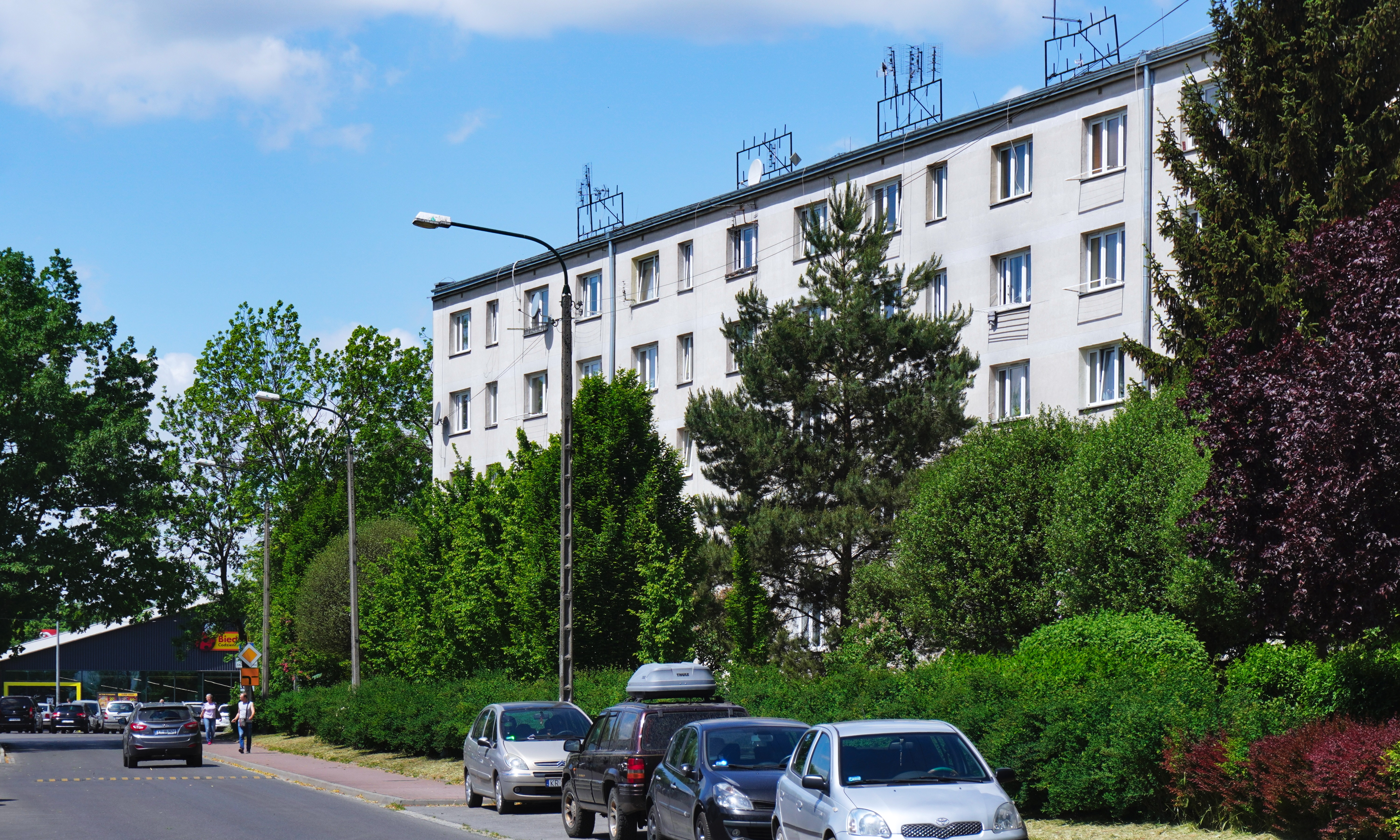
Widok od strony ul. Janiszewskiego, os. Strusia 14
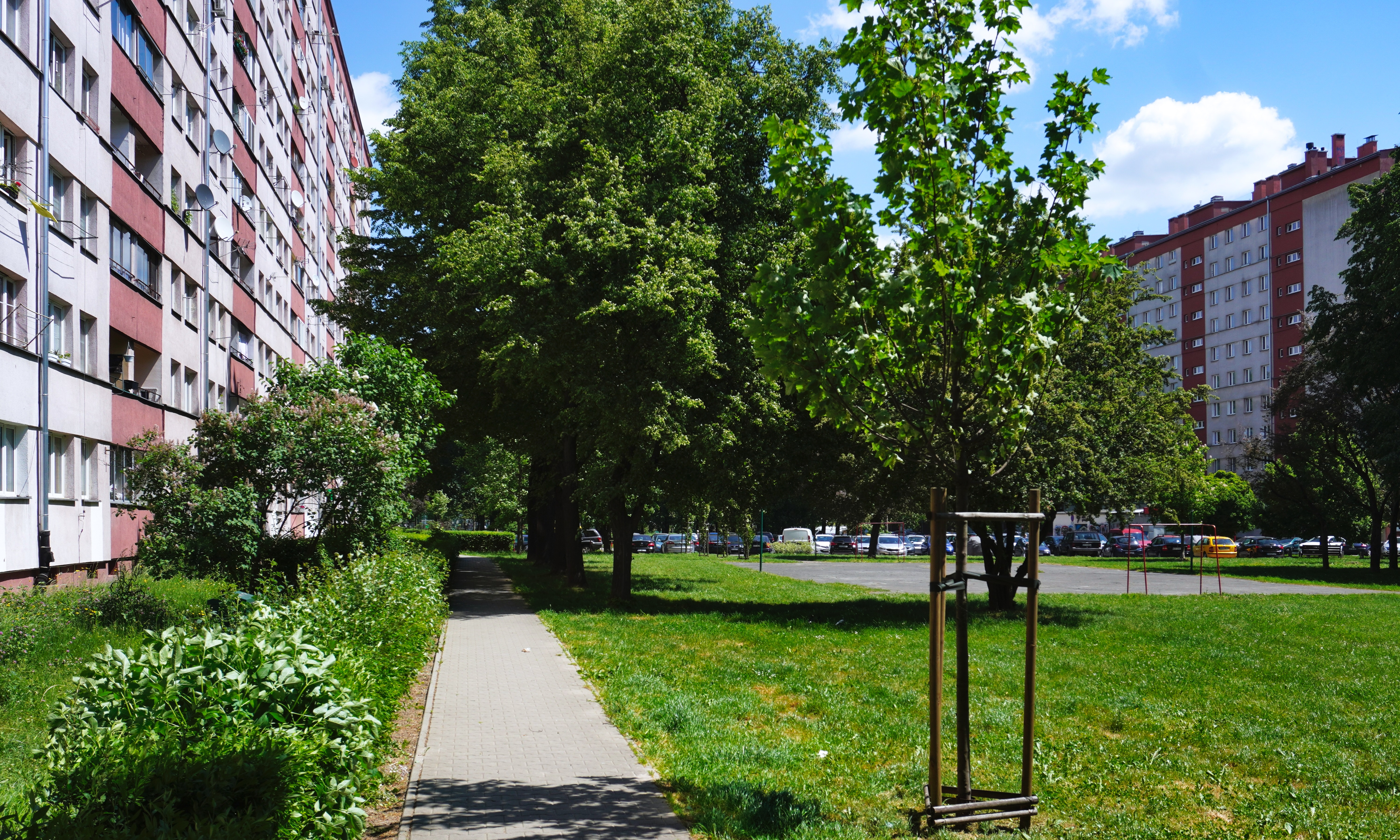
Wnętrze osiedla, widok na północny wschód, os. Strusia 18 i 7
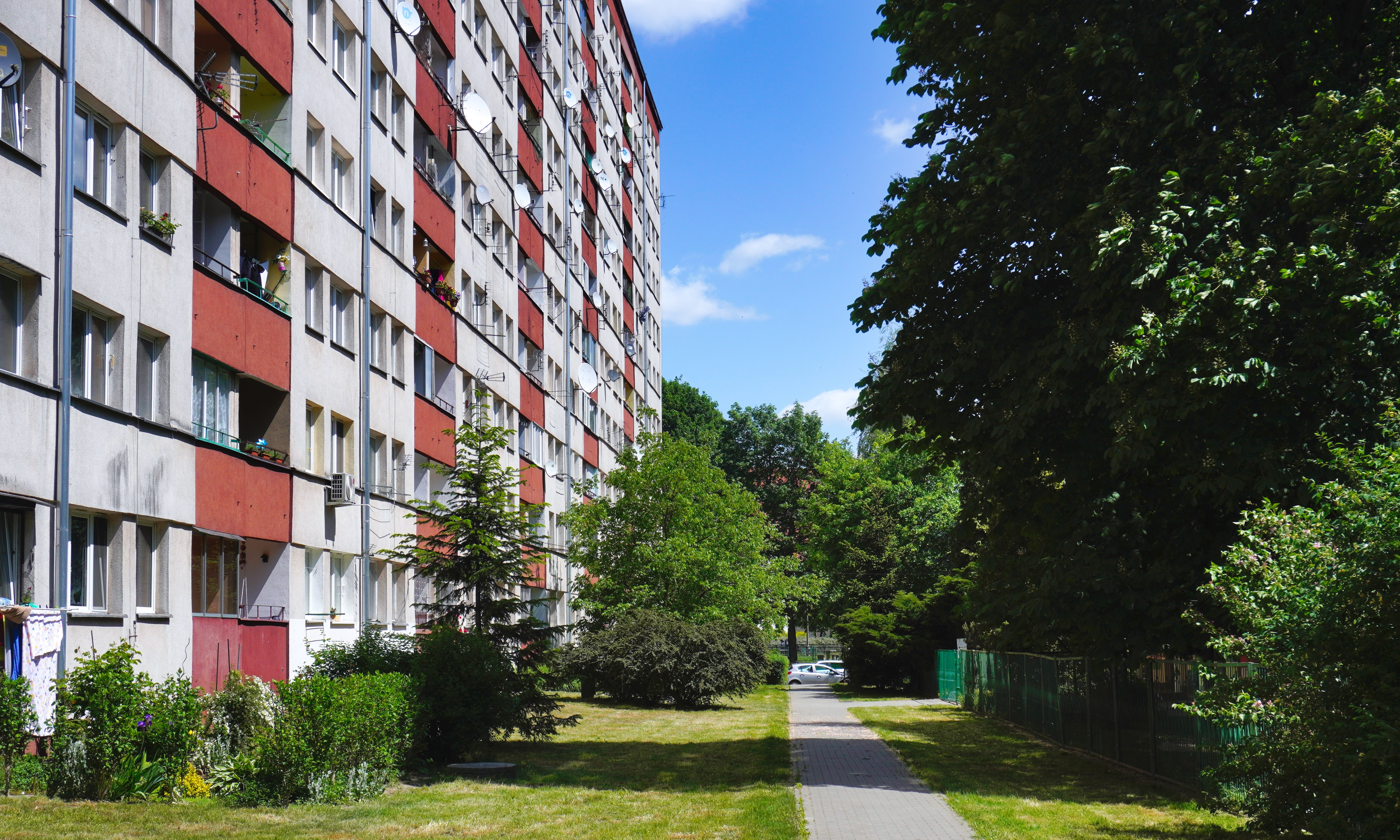
Wnętrze osiedla, widok na północny wschód, os. Strusia 7
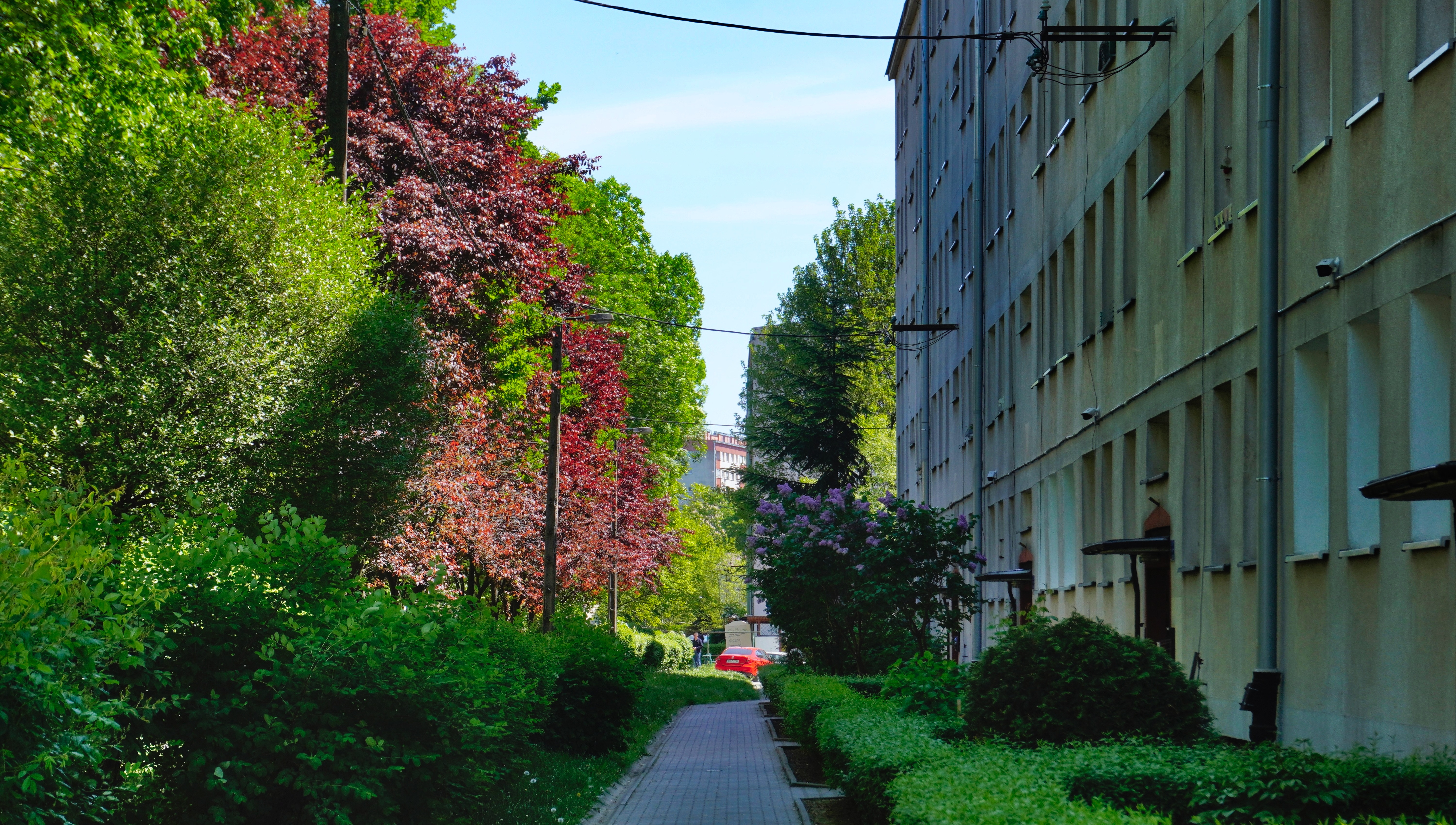
Wnętrze osiedla, os. Strusia 11
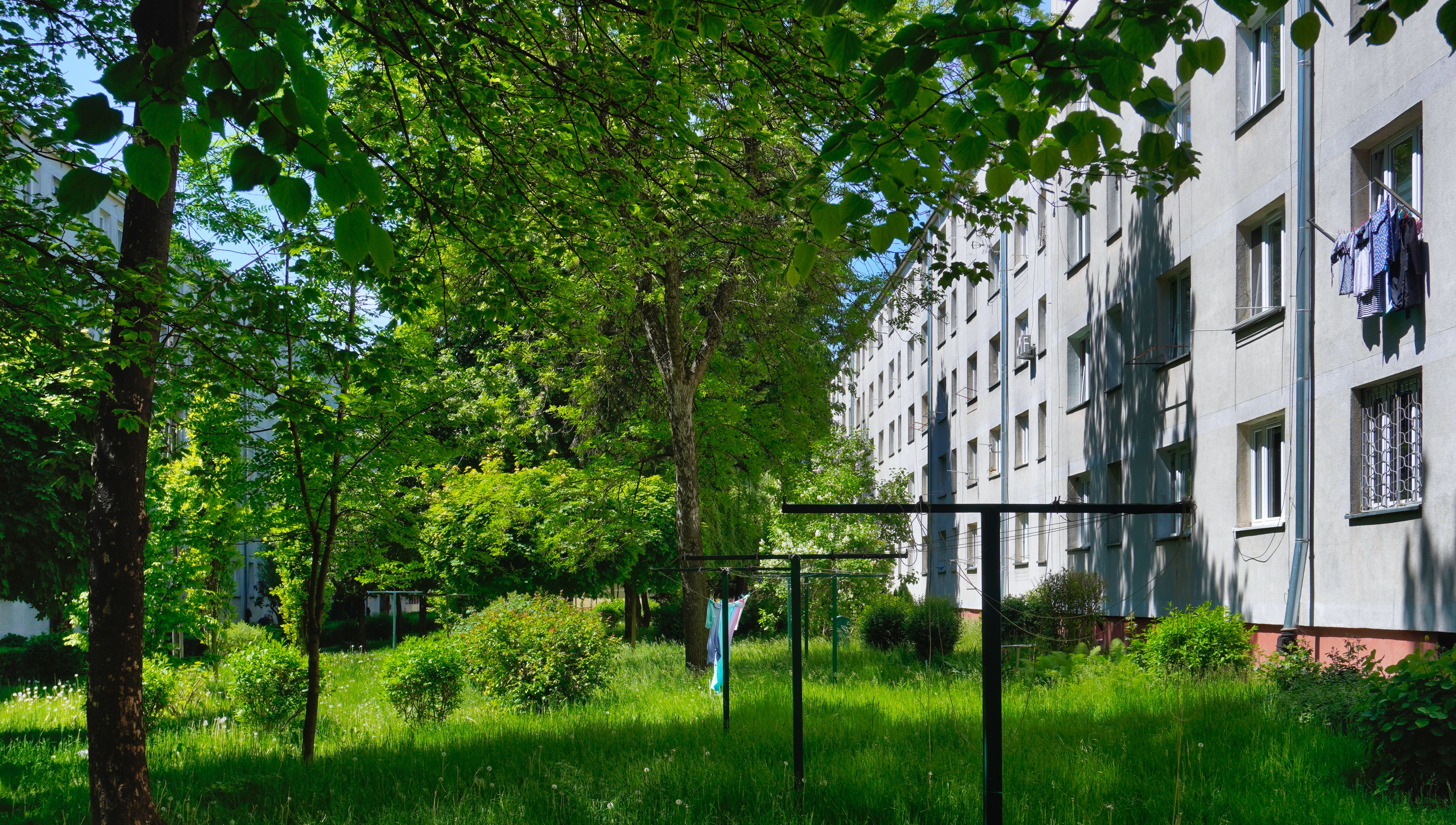
Wnętrze osiedla, os. Strusia 9
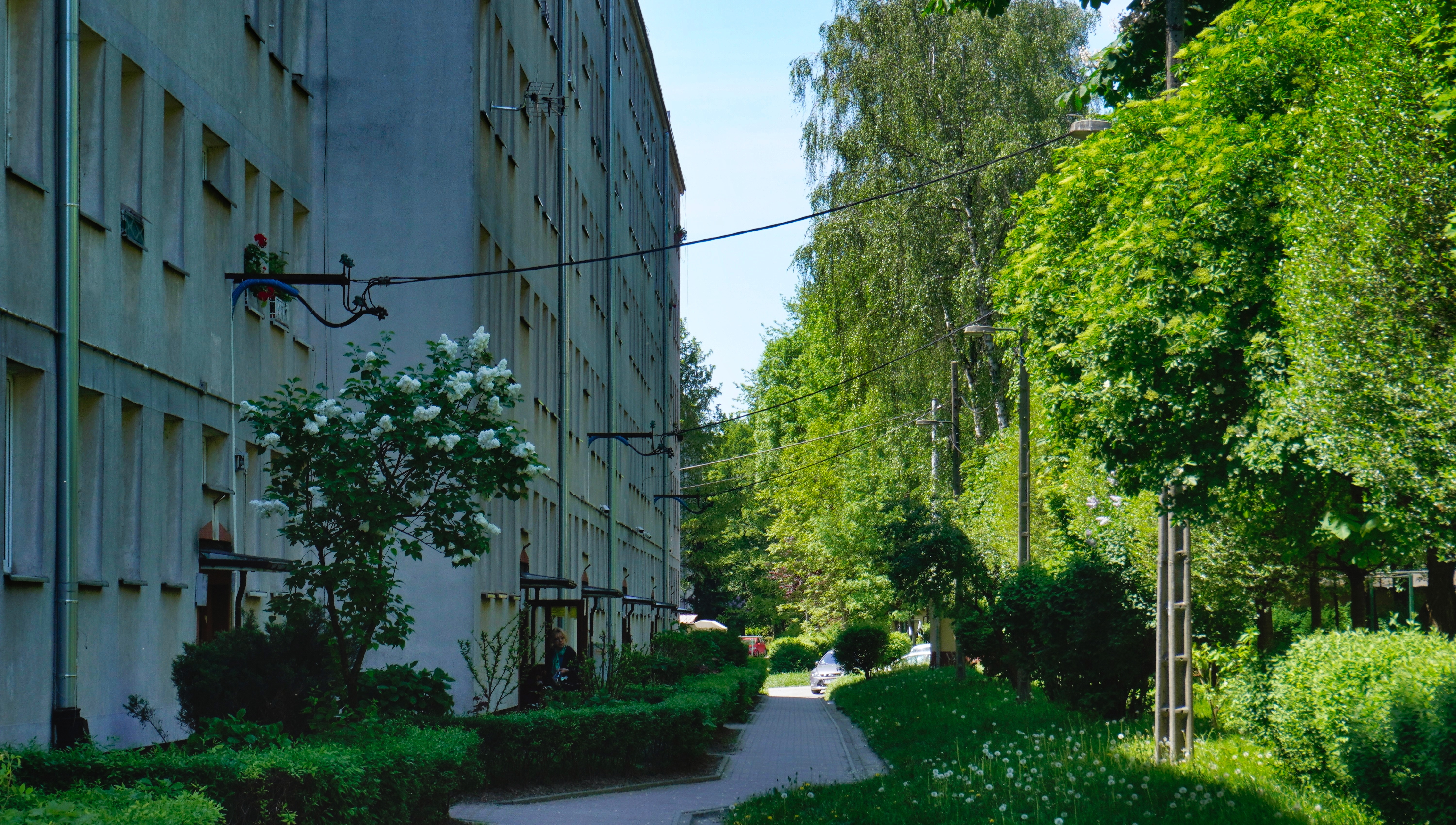
Wnętrze osiedla, os. Strusia 3
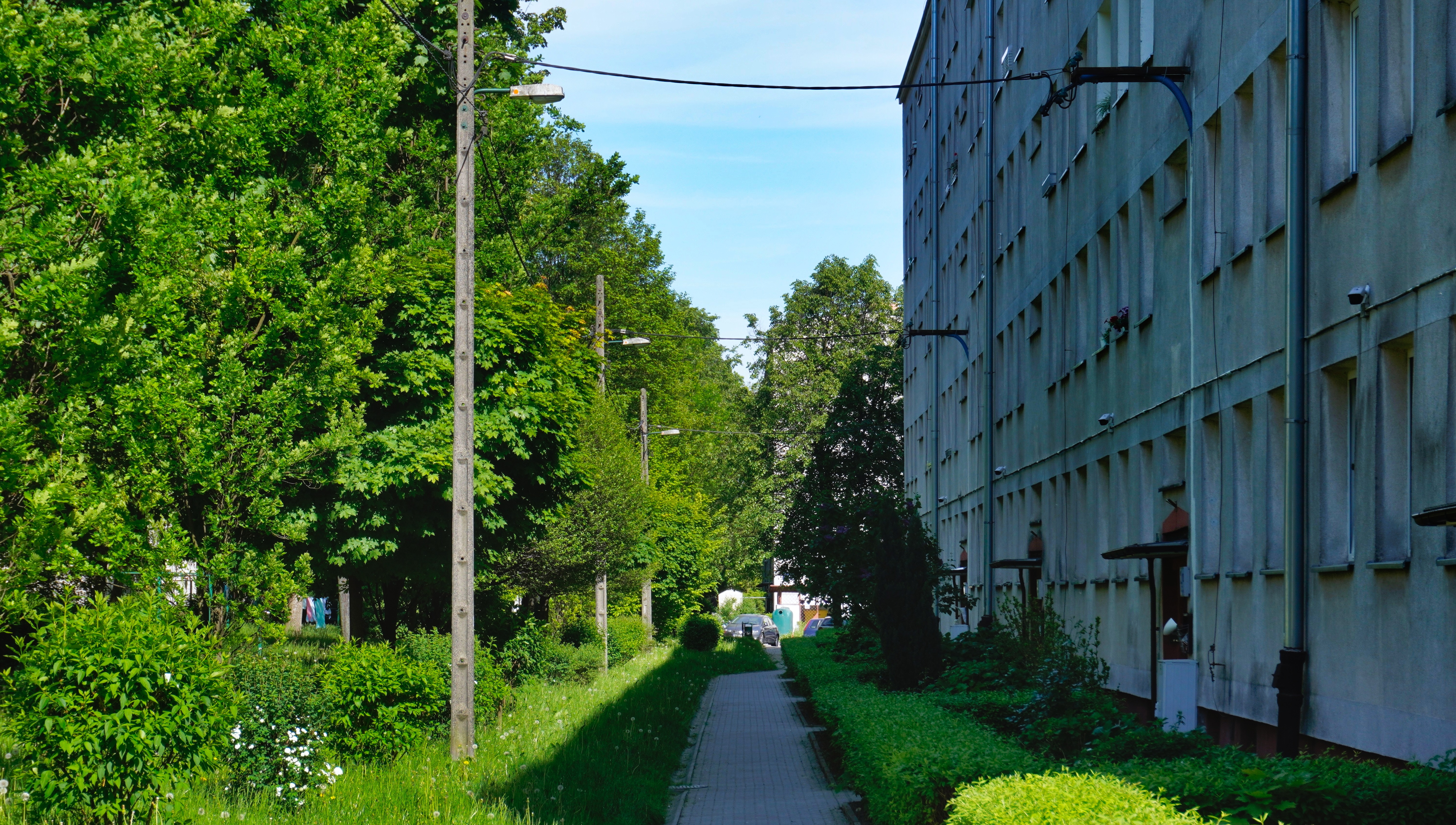
Wnętrze osiedla, os. Strusia 10
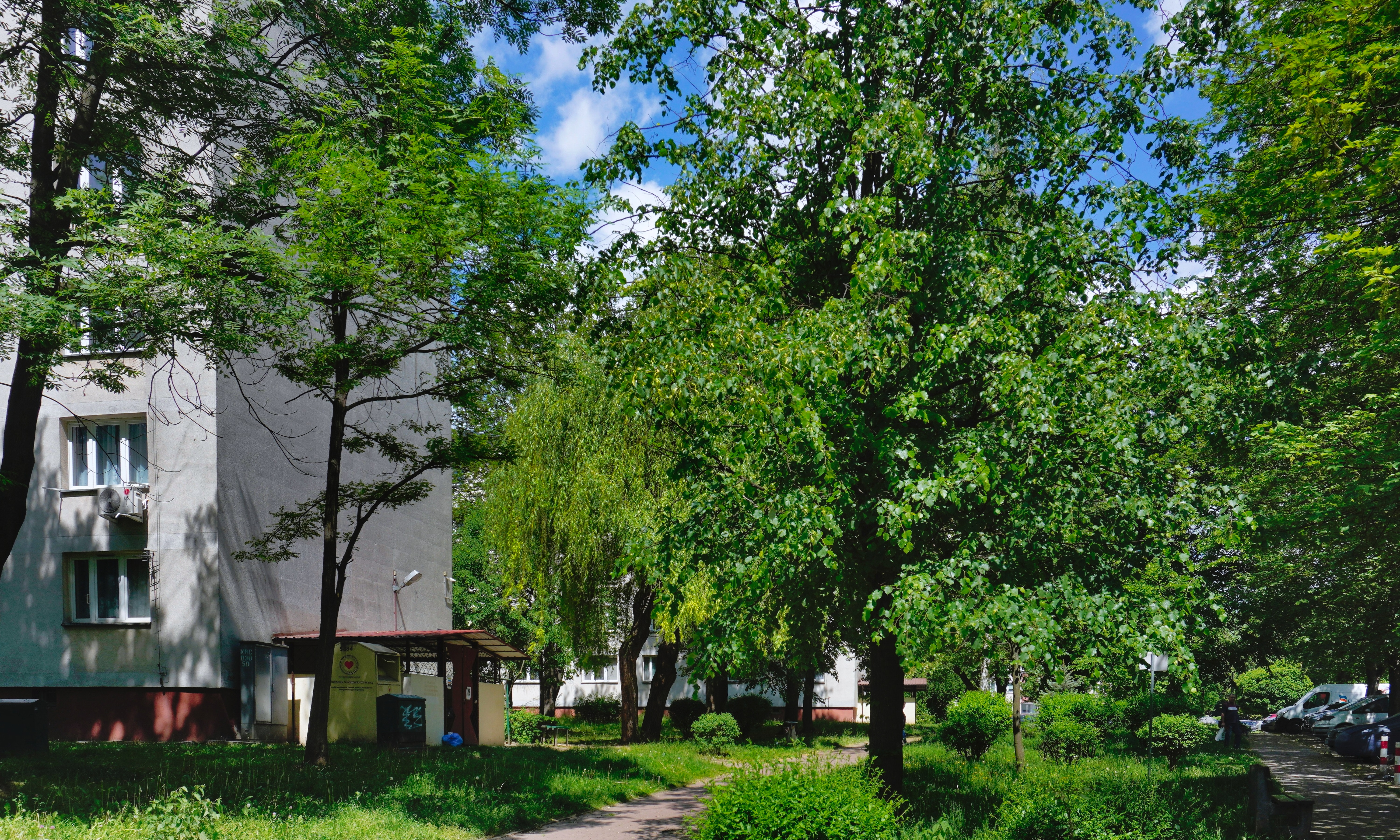
Wnętrze osiedla, zieleniec w rejonie ul. Rozalii Celakówny